# Ramiro Paz Carbajal
Ramiro Paz Carbajal (Pontevedra, 29 de junio de 1891-ibidem, 12 de noviembre de 1936) fue un tipógrafo y político gallego.

## Trayectoria
A los 13 años se trasladó a Vigo, donde trabajó como aprendiz de tipógrafo en el Faro de Vigo y El Pueblo Gallego. Luego marchó a Argentina de donde regresó en 1917. Ingresó en la Agrupación Socialista de Pontevedra y en 1918 dirigió Acción Obrera. En 1920 fue elegido presidente de la Agrupación Socialista, presidente de la Federación Obrera local y concejal de Pontevedra y dirigió Nueva Aurora. En septiembre de 1920 marchó otra vez a Argentina, permaneciendo en Buenos Aires hasta 1922. Al regreso estableció una imprenta propia, "La Popular", con José Benito García Santiago. Participó en la reorganización de la Agrupación Socialista de Pontevedra "La Internacional" en mayo de 1931 y dirigió La Hora (1931-1933).
Perteneció al Comité Revolucionario Provincial de Pontevedra durante la huelga general revolucionaria de 1934, por lo que fue detenido y su imprenta "La Popular" asaltada y destruida. En 1936 fue miembro de la Comisión Gestora de la Diputación Provincial, presidente del Comité Provincial de la Frente Popular, presidente de la Asociación Tipográfica y presidente de la Federación Provincial Socialista de Pontevedra. En abril de 1936 fue elegido compromisario del PSOE por Pontevedra para la elección del nuevo Presidente de la República.
Con el golpe de Estado del 18 de julio de 1936, fue detenido el 20 de julio y recluido en la Escuela Normal convertida en prisión. El 22 de octubre fue trasladado a la Isla de San Simón donde permaneció hasta el 31, cuando fue trasladado a Pontevedra. El 1 de noviembre, fue condenado a muerte. Fue fusilado en la carretera de Campañó el 12 de noviembre de 1936.

## Bibliografía

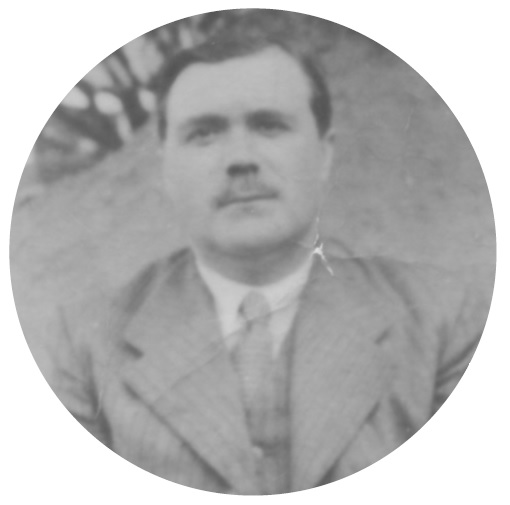
Fotografía de Ramiro.